# Río do Peixe (São Paulo)
El río do Peixe (río del Pez en portugués) es un río brasileño en el estado de São Paulo. Su naciente está en el municipio de Garça, en las coordenadas S 22º12'41" de latitud y W 49º39'52" de longitud. Discurre con dirección oeste hasta desembocar en el río Paraná entre las ciudades de Presidente Epitácio y Panorama, en el embalse formado por la represa de Porto Primavera.
Sus principales afluentes son, por la margen derecha: río do Salto, río Copaíba, río do Fogo, arroyo Prado; y, por la margen izquierda: río do Alegre, río da Confusäo, río dos Guachos, río Taquaruçu y río Claro.
- Datos: Q5286193
- Multimedia: Rio do Peixe (Rio Paraná) / Q5286193